# Lone Halkjær
Lone Halkjær (født i 1975) er forfatter til letlæsning-, børne- og højtlæsningsbøger. Hun er uddannet Cand.scient. i datalogi fra Aalborg Universitet. Debuterede i 2019 med letlæsningsserien Hjemsøgt og har siden skrevet en række bøger for børn og unge. Letlæsningsserien Den sidste drage blev i 2022 kåret som bedste startlæsning af Københavns Børnebiblioteker. Kbh børnebibliotek nominerede også Atlan og ulvene - Tankens bånd som en af de bedste udgivelser for 7-10-årige i 2021. 

### 2025
- De forsvundne - del 1 - Zombie Rehab (Forlaget Tellerup)
- De smittede - del 2 - Zombie Rehab (Forlaget Tellerup)
- De syge - del 3 - Zombie Rehab (Forlaget Tellerup)

### 2024
- Sten - Sten, saks, papir (Forlaget Elysion)
- Saks - Sten, saks, papir (Forlaget Elysion)
- Papir - Sten, saks, papir (Forlaget Elysion)
- Zombiekamp i Minecraft 3 (forlaget Krabat)
- En ulv med skarpe tænder - Ninja-Mik er på sagen (forlaget Alinea)
- En ond mumie på museum - Ninja-Mik er på sagen (forlaget Alinea)
- Et monster med et øje af ild - Ninja-Mik er på sagen (forlaget Alinea)
- Peggy Piglin - Eventyr i Minecraft 2 (forlaget Krabat)
- Zimon Zombie - Eventyr i Minecraft 4 (forlaget Krabat)
- Stille som graven (forlaget Alinea)
- Den gyldne mønt - del 2 - Atlan og ulvene (Forlaget Straarup og Co.)

### 2023
- Zombiekamp i Minecraft 2 (forlaget Krabat)[3]
- Den udvalgte - del 1 - Gåden om den gyldne juvel (forlaget Alinea)
- Det hvide orakel - del 2 - Gåden om den gyldne juvel (forlaget Alinea)
- Den sidste gåde - del 3 - Gåden om den gyldne juvel (forlaget Alinea)
- Gys på gården (forlaget Alinea)
- Kæmpen af sten (forlaget Alinea)
- Døden under overfladen (forlaget Krabat)[4]

### 2022
- Feen Ibilil får en ny ven (Byens forlag)                        *Zombiekamp i Minecraft 1 (Forlaget Krabat)[5]
- Gammel Magi – det grønne dyr (Forlaget Elysion)
- Ulf finder et drageæg - del 1 - Den sidste drage (Forlaget Elysion)
- Ulf og dragen - del 2 - Den sidste drage (Forlaget Elysion)
- Ulf vil befri dragen - del 3 - Den sidste drage (Forlaget Elysion)
- Ulf og dragen tænder ild - del 4 - Den sidste drage (Forlaget Elysion)
- Måske forelsket (Byens forlag)

### 2021
- Tankens bånd - del 1 - Atlan og ulvene (Forlaget Straarup og Co.)
- Tor fange tyve - del 1 - Tor og ridder Arn på eventyr (Forlaget Elysion)
- Tor og prinsesse Isolda - del 2 - Tor og ridder Arn på eventyr (Forlaget Elysion)
- Tor og den grønne drage - del 3 - Tor og ridder Arn på eventyr (Forlaget Elysion)

### 2020
- Naomi i en verden med corona og virus - Naomi når der er fare på færde (Forlaget Elysion)
- Naomi og en nat med orkan - Naomi når der er fare på færde (Forlaget Elysion)
- Naomi ser en mand falde om - Naomi når der er fare på færde (Forlaget Elysion)[6]

### 2019
- Den hvide hund - Hjemsøgt (Forlaget Elysion)
- Det slutter ved midnat - Hjemsøgt (Forlaget Elysion)
- Alene i huset - Hjemsøgt (Forlaget Elysion)
- Ånden i huset - Hjemsøgt (Forlaget Elysion)[7]